# Hot n Cold
"Hot n Cold"은 미국의 가수 케이티 페리의 노래이다. 작곡, 작사가로는 케이티 페리, 맥스 마틴, 닥터 루크 등으로 구성 됐으며, 케이티 페리의 정규 앨범 One of the Boys의 세 번째 싱글로 발매되었다. 이 싱글은 빌보드 핫 100에서 3위에 올랐고, "I Kissed a Girl"에 이어 빌보드 핫 100차트 3위권안에드는 쾌커를 이뤘다. 또한 전 세계적으로 영국, 호주, 아일랜드, 뉴질랜드뿐만 아니라 핀란드, 독일, 그리스, 캐나다, 노르웨이, 스페인, 덴마크 등지에서 5위권안에 진입하였다. 이 싱글은 총 15개 이상의 국가에서 최상위권 진입을 했다.

## 차트 실적

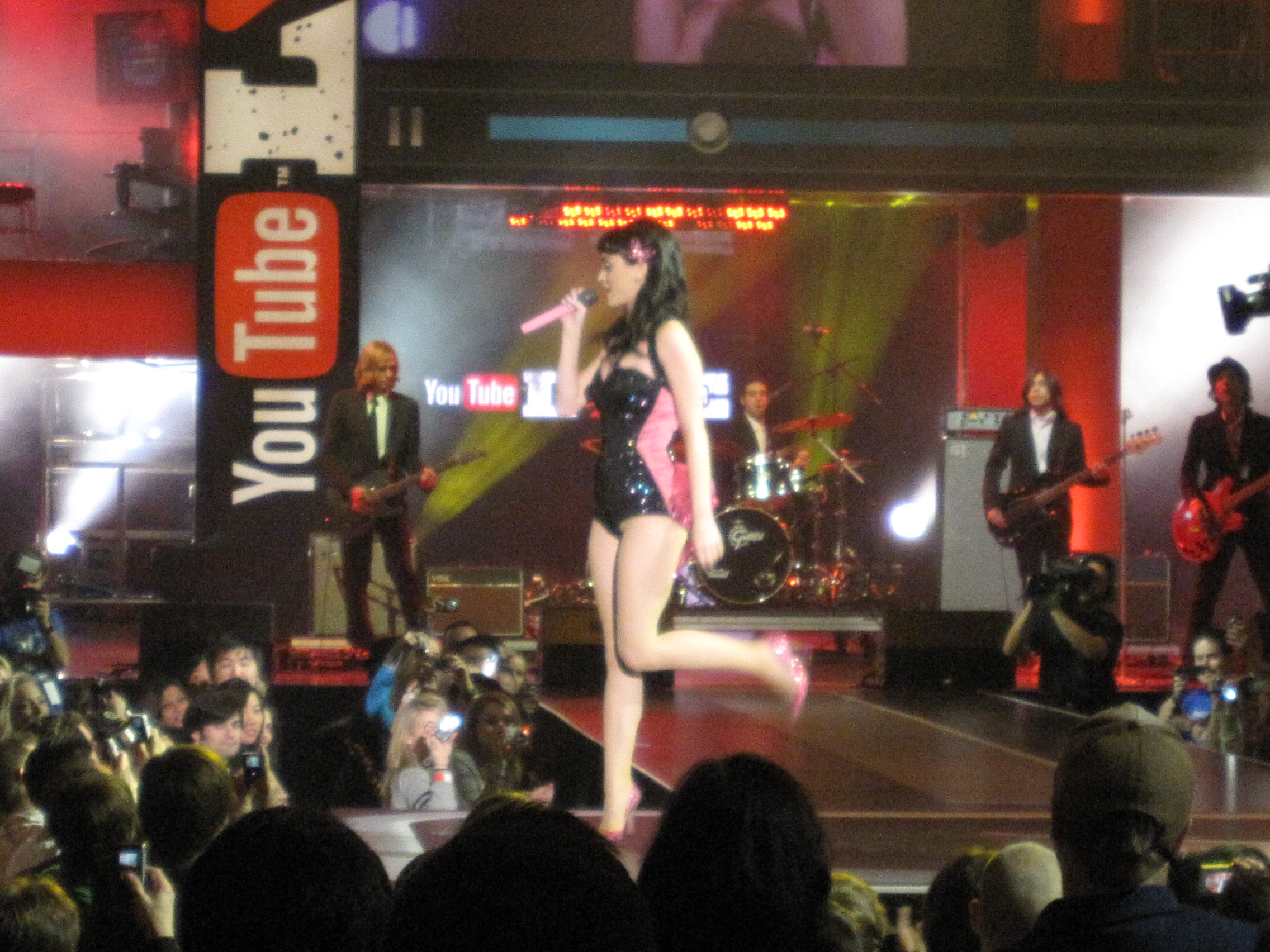
2008년 케이티 페리, 유튜브 라이브 콘서트에서 공연을 하고있다.

"Hot n Cold"은 2008년 6월 17일, 빌보드 핫 100에서 디지털 다운로드로 처음 공개됐다. 다음 주가 되자 빌보드 핫 100차트에서 88위로 데뷔했지만 다음 주 차트에서 떨어졌다. 8월 5일 핫 100차트에 또 다시 88위로 진입했다. 2008년 11월 11일 미국 핫 100에서 3위로 최고 순위에 올랐으며 3위권안에든 페리의 세 번째 노래가 되었다. 이 싱글은 상위 10위권에서 총 18주간 존재했다("I Kissed a Girl"은 14주 동안 존재). "Hot n Cold"은 나중에 4,381,000 만장을 팔며 RIAA에 의해 4× 플래티넘 인증을 받았다. 캐나다에서는 73위로 데뷔했으며 2008년 11월 20일 차트 일자로 1위에 도달했다. "Hot n Cold"은 라디오에서 더큰 히트를 쳤는데, 미국 메인스트림 탑 40 차트와 어덜트 탑 40차트에서 데뷔이후 처음으로 1위를 했다.
영국 싱글 차트에서는 4위로 만족해야 했다. 또한 독일에서는 8주 동안 1위를 했다. 호주에서는 50위로 처음 데뷔했고 빠르게 10위권안에 진입했다. 그 다음 천천히 오르며 4위로 최고의 성적을 냈다. 또한 호주 방송차트에선 1위를 하기도 했다. 러시아에서 "Hot n Cold"은 1위를 했다. 러시아 방송 차트에서 217위로 데뷔했지만 8주 후, 12월 1위에 도달했다. 그리스 방송 차트에서는 3위에 만족해야했고 체코에서 10주 동안 1위를 하며 최고의 인기를 누렸다.

## 뮤직비디오
"Hot n Cold"의 뮤직비디오는 결혼식에서, 페리와 알렉산더가 서약을 하며 시작한다. 상대 역할 알렉산더는 결혼식장에서 서약에 맹세하기전 달아나고 페리는 알렉산더를 잡으러 쫓아간다. 또한 게임이 시작됐다. 페리가 코너를 돌때마다 댄서들과 함께 춤을추며 총 3벌의 의상이 나타난다. 노래의 구절마다 페리는 화나는 표정, 고뇌에 찬 표정, 매혹적인 표정을 짓기도한다. 뮤직비디오 마지막에는 알렉산더가 그녀보고 환상이라고 말했고, 페리가 "내가"라고 말하는동안 그는 결혼식장에 서 있었다. 그리고 알렉산더가 페리를 안으며 함께 내려가며 결국 페리의 승리로 끝난다.

## 트랙 리스트
| - 독일 CD 싱글 1. "Hot n Cold" - 3:40 2. "Hot n Cold" (Innerpartysystem Remix) - 4:37 3. "Hot n Cold" (Manhattan Clique Remix Radio Edit) - 3:54 - 영국 CD 싱글 1. "Hot n Cold" - 3:40 2. "Hot n Cold" (Innerpartysystem Remix) - 4:37 - 독일 디지털 싱글 1. "Hot n Cold" - 3:40 2. "Hot n Cold" (Bimbo Jones Remix) - 8:02 3. "Hot n Cold" (Manhattan Clique Remix) - 6:47 | - 미국 디지털 리믹스 싱글 1. "Hot n Cold" (Innerpartysystem Remix) - 4:37 2. "Hot n Cold" (Bimbo Jones Remix Radio Edit) - 3:52 3. "Hot n Cold" (Manhattan Clique Remix) - 6:47 4. "Hot n Cold" (Yelle Remix) - 4:07 - 판촉용 CD 싱글 1. "Hot n Cold" - 3:40 2. "Hot n Cold" (Clean Edit) - 3:40 3. "Hot n Cold" (Rock Mix) - 3:41 |

## 차트 및 인증
| 차트 (2008)              | 순위 |
| ------------------------ | ---- |
| 오스트레일리아 싱글 차트 | 4    |
| 오스트리아 싱글 차트     | 1    |
| 체코슬로바키아 싱글 차트 | 1    |
| 덴마크 싱글 차트         | 1    |
| 독일 싱글 차트           | 1    |
| 아일랜드 싱글 차트       | 3    |
| 이탈리아 싱글 차트       | 2    |
| 뉴질랜드 싱글 차트       | 5    |
| 노르웨이 싱글 차트       | 1    |
| 슬로바키아 싱글 차트     | 1    |
| 스웨덴 싱글 차트         | 2    |
| 영국 싱글 차트           | 4    |
| 미국 빌보드 핫 100       | 3    |
| 차트 (2009)              | 순위 |
| 벨기에 싱글 차트         | 1    |
| 핀란드 싱글 차트         | 1    |
| 프랑스 싱글 차트         | 10   |
| 헝가리 싱글 차트         | 1    |
| 네덜란드 싱글 차트       | 1    |
| 루마니아 싱글 차트       | 1    |
| 스페인 싱글 차트         | 1    |
| 스와질란드 싱글 차트     | 1    |

| 국가           | 인증        |
| -------------- | ----------- |
| 오스트레일리아 | 2× 플래티넘 |
| 오스트리아     | 플래티넘    |
| 벨기에         | 골드        |
| 캐나다         | 6× 플래티넘 |
| 덴마크         | 2× 플래티넘 |
| 핀란드         | 플래티넘    |
| 독일           | 골드        |
| 뉴질랜드       | 플래티넘    |
| 스페인         | 골드        |
| 에스와티니     | 플래티넘    |
| 영국           | 골드        |
| 미국           | 4× 플래티넘 |

| 차트 (2008)              | 순위 |
| ------------------------ | ---- |
| 오스트레일리아 싱글 차트 | 16   |
| 오스트리아 싱글 차트     | 63   |
| 독일 싱글 차트           | 47   |
| 뉴질랜드 싱글 차트       | 25   |
| 스위스 싱글 차트         | 40   |
| 영국 싱글 차트           | 23   |
| 차트 (2009)              | 기록 |
| 오스트레일리안 싱글 차트 | 5    |
| 벨기에 차트              | 19   |
| 캐나다 핫 100            | 11   |
| 유러피안 핫 100 싱글     | 2    |
| 독일 싱글 차트           | 14   |
| 루마니아 탑 100          | 1    |
| 스위스 싱글 차트         | 4    |
| 미국 빌보드 핫 100       | 25   |

### 2000 - 2009 차트
| 차트 (2000/2009)   | 순위 |
| ------------------ | ---- |
| 호주 싱글 차트     | 30   |
| 영국 싱글 차트     | 82   |
| 미국 빌보드 핫 100 | 69   |